# Duroia longiflora
Duroia longiflora är en måreväxtart som beskrevs av Adolpho Ducke. Duroia longiflora ingår i släktet Duroia och familjen måreväxter. Inga underarter finns listade i Catalogue of Life.